# 우구이스노역
우구이스노역(일본어: 鶯野駅)은 일본 아키타현 다이센시에 위치한 동일본 여객철도 다자와코 선의 철도역이다. 단선 승강장 1면 1선의 구조를 갖춘 지상역이다.

## 역 주변
- 국도 제105호선
- 다마강

## 역사
- 1965년 11월 21일 : 국철 아보나이 선의 역으로서 센보쿠 군 나카센 정에 개업.
- 1966년 10월 20일 : 아보나이 선이 다자와코 선에 편입되어, 다자와코 선의 역이 됨.
- 1987년 4월 1일 : 일본국유철도 분할 민영화에 의해, 동일본 여객철도가 승계.

## 인접 역
| 동일본 여객철도 다자와코 선 | 동일본 여객철도 다자와코 선 | 동일본 여객철도 다자와코 선 |
| --------------------------- | --------------------------- | --------------------------- |
| 가쿠노다테 모리오카 방면    | ■ 다자와코 선               | 우고나가노 오마가리 방면    |